# 北緯20度線

アフリカでは、この緯線はリビアとスーダンの国境になっている。

北緯20度線（ほくい20どせん）は、地球の赤道面より北に地理緯度にして20度の角度を成す緯線。アフリカ、アジア、インド洋、太平洋、北アメリカ、カリブ海、大西洋を通過する。この緯度の下では、夏至点時の可照時間は13時間21分で、冬至点時は10時間55分である。
この緯線は、リビアとスーダンの国境の一部となっている。また、スーダン国内では、北部州と北ダルフール州の境界の一部となっている。

## 通過する地域一覧
北緯20度線は、本初子午線から東に向かって以下の場所を通っている。
| 地理座標                                               | 国土・領土・領海       | 備考 |
| ------------------------------------------------------ | ---------------------- | --- |
| 北緯20度0分 東経0度0分 / 北緯20.000度 東経0.000度      | マリ                   | |
| 北緯20度0分 東経2度43分 / 北緯20.000度 東経2.717度     | アルジェリア           | |
| 北緯20度0分 東経6度27分 / 北緯20.000度 東経6.450度     | ニジェール             | |
| 北緯20度0分 東経15度47分 / 北緯20.000度 東経15.783度   | チャド                 | |
| 北緯20度0分 東経23度3分 / 北緯20.000度 東経23.050度    | リビア                 | |
| 北緯20度0分 東経26度0分 / 北緯20.000度 東経26.000度    | リビア・ スーダン 国境 | |
| 北緯20度0分 東経25度0分 / 北緯20.000度 東経25.000度    | スーダン               | 北部州と北ダルフール州の境界                                                                                                  |
| 北緯20度0分 東経37度11分 / 北緯20.000度 東経37.183度   | 紅海                   | |
| 北緯20度0分 東経40度28分 / 北緯20.000度 東経40.467度   | サウジアラビア         | |
| 北緯20度0分 東経55度0分 / 北緯20.000度 東経55.000度    | オマーン               | |
| 北緯20度0分 東経57度48分 / 北緯20.000度 東経57.800度   | インド洋               | アラビア海 - オマーン・マシーラ島の南を通過                                                                                   |
| 北緯20度0分 東経72度43分 / 北緯20.000度 東経72.717度   | インド                 | マハーラーシュトラ州 チャッティースガル州 オリッサ州 チャッティースガル州 オリッサ州                                          |
| 北緯20度0分 東経86度23分 / 北緯20.000度 東経86.383度   | インド洋               | ベンガル湾 |
| 北緯20度0分 東経92度57分 / 北緯20.000度 東経92.950度   | ミャンマー             | |
| 北緯20度0分 東経99度3分 / 北緯20.000度 東経99.050度    | タイ                   | |
| 北緯20度0分 東経100度32分 / 北緯20.000度 東経100.533度 | ラオス                 | |
| 北緯20度0分 東経104度58分 / 北緯20.000度 東経104.967度 | ベトナム               | |
| 北緯20度0分 東経106度11分 / 北緯20.000度 東経106.183度 | 南シナ海               | トンキン湾 |
| 北緯20度0分 東経110度8分 / 北緯20.000度 東経110.133度  | 中華人民共和国         | 海南島 - 海口市の南を通過 |
| 北緯20度0分 東経110度56分 / 北緯20.000度 東経110.933度 | 南シナ海               | |
| 北緯20度0分 東経122度0分 / 北緯20.000度 東経122.000度  | 太平洋                 | フィリピン海 - フィリピン・バタン諸島とバブヤン諸島の間を通過 - 日本・沖ノ鳥島の南を通過 - 北マリアナ諸島・マウグ島の南を通過 |
| 北緯20度0分 西経155度50分 / 北緯20.000度 西経155.833度 | アメリカ合衆国         | ハワイ州・ハワイ島 |
| 北緯20度0分 西経155度15分 / 北緯20.000度 西経155.250度 | 太平洋                 | |
| 北緯20度0分 西経105度31分 / 北緯20.000度 西経105.517度 | メキシコ               | |
| 北緯20度0分 西経96度33分 / 北緯20.000度 西経96.550度   | メキシコ湾             | カンペチェ湾 |
| 北緯20度0分 西経90度28分 / 北緯20.000度 西経90.467度   | メキシコ               | ユカタン半島 |
| 北緯20度0分 西経87度28分 / 北緯20.000度 西経87.467度   | カリブ海               | |
| 北緯20度0分 西経77度38分 / 北緯20.000度 西経77.633度   | キューバ               | |
| 北緯20度0分 西経74度52分 / 北緯20.000度 西経74.867度   | カリブ海               | ウィンドワード海峡 |
| 北緯20度0分 西経72度43分 / 北緯20.000度 西経72.717度   | ハイチ                 | トルトゥーガ島 |
| 北緯20度0分 西経74度52分 / 北緯20.000度 西経74.867度   | 大西洋                 | ドミニカ共和国・イスパニョーラ島の北を通過                                                                                    |
| 北緯20度0分 西経16度14分 / 北緯20.000度 西経16.233度   | モーリタニア           | |
| 北緯20度0分 西経5度59分 / 北緯20.000度 西経5.983度     | マリ                   | |